# Romelio Martínez
Romelio Martínez Vergara (Barranquilla, 19 de octubre de 1911-Cerro El Tablazo, 15 de febrero de 1947) fue un futbolista y deportista colombiano de las décadas de 1930 y 1940. Romelio Martínez hizo parte de la selección Atlántico que participó en los juegos nacionales de 1932 y 1935, del equipo Sporting de Barranquilla, Juventud Junior y de la Selección Colombia de 1938. El estadio Municipal recibió el nombre de Romelio Martínez gracias a la iniciativa del periodista Chelo De Castro.

## Muerte
Romelio Martínez murió en un accidente aéreo en el que un DC4-114 de Avianca que despegó del aeropuerto de Soledad con destino a Bogotá, se estrelló en el cerro El Tablazo, localizado entre los municipios de Supatá y Subachoque (Cundinamarca). Después del impacto, el avión se precipitó en un abismo de 80 metros, incendiándose y muriendo sus 54 ocupantes: 12 mujeres y 42 hombres. La aeronave estaba comandada por el piloto Kenneth Newton Poe y el copiloto Roy Kaye, ambos estadounidenses. En el siniestro murió también el hijo de Romelio Martínez, Romelio Martínez Jr. El presidente Mariano Ospina Pérez decretó el 16 de febrero día de duelo nacional, suspendiendo los carnavales de Barranquilla y la corrida de toros en la plaza de Santamaría de Bogotá.